# Esaias van de Velde

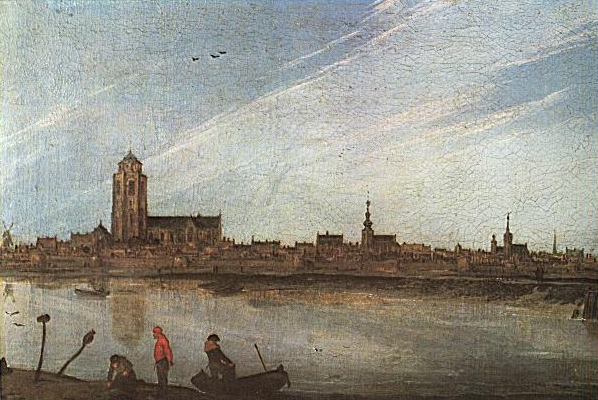
Esaias van de Velde, Vista del Zierikzee (1623).

Esaias van de Velde (Ámsterdam, 17 de mayo de 1587-La Haya, 18 de noviembre de 1630) fue un pintor, dibujante y grabador holandés.
Hijo del pintor de Amberes Hans van de Velde. Fue alumno de Gillis van Coninxloo y David Vinckboons. Desde 1612 fue miembro del gremio de San Lucas de Haarlem. 
A pesar de que sólo estuvo activo en Haarlem de 1610 a 1618, se le considera representante de la escuela de Haarlem, que se caracterizó por introducir una realización emotiva de los paisajes. Aparte de paisajes naturales, pintó paisajes urbanos y escenas costumbristas. Su obra madura se hizo más rica en su composición y más colorida. También pintó escenas de comidas, con matiz moralizante, y escenas de luchas entre caballeros, que sirvieron de modelo para posteriores pintores de caballos.
Entre sus alumnos se encuentran Jan van Goyen, Pieter de Neyn y posiblemente Pieter de Molijn.

## Obra
- 1622: La barca del ganado
- 1623: Vista del Zierikzee
- Jinete en un paisaje
- Paisaje montañoso
- Fiesta en jardín
- Paisaje invernal